# ラジ和尚・長谷雄蓮華のちょっと、かけこまナイト!
『ラジ和尚・長谷雄蓮華のちょっと、かけこまナイト！（ラジおしょうはせをれんかのちょっとかけこまナイト）』は、CBCラジオ で放送されているバラエティ番組。

## 概要
愛知県愛西市、大法寺住職の長谷雄蓮華をパーソナリティとして 2021年3月まで放送されていた『ラジ和尚・長谷雄蓮華のちょっと、かけこみませんか（『小堀勝啓の新栄トークジャンボリー』に内包）』と『終活応援団！長谷雄蓮華の人生らくらくラジオ』を統合し、内容を継承した。そのうえで、同時間帯で放送されていた『～ともだちラジオ～本音でゴメン!!』の宮地佑紀生を継続起用した。「酸いも甘いも知り尽くした（長谷雄・宮地の）2人がリスナーの想いや悩みを受け止める」ことを番組のコンセプトとしている。

## 放送時間
- 毎週月曜 19:00 - 20:00（2021年4月5日 - ）

## 出演者

### パーソナリティ
- 長谷雄蓮華（浄土宗励声山 大法寺 住職）
- 水谷ミミ（ラジオパーソナリティ）

2023年2月7日に『ラジ和尚・長谷雄蓮華のちょっと、かけこまナイト!スペシャル 墓場までもってけないハナシ』ゲスト出演。同年4月からレギュラー出演。

### コーナー担当
- やきそばかおる（ラジオコラムニスト / 電話出演）

#### 過去の出演者
- 宮地佑紀生（パーソナリティ）（2021年4月 - 2025年3月）

2024年10月頃から休演が多くなり、2025年3月に正式降板。

## タイムテーブル
- 19:00 - オープニング
- 19:17 - 中日新聞ニュース・CBC交通情報
- 19:23 - やきそばかおるの今日もラジオです

やきそばがラジオをはじめとした音声コンテンツの楽しみ方を伝えるコーナー。
- 19:30 - その時、私は…

リスナーから寄せられた「人生の岐路」を基に宮地が語りかけるコーナー。2023年4月から休止中。
- 19:37 - 終活応援団

『終活応援団！長谷雄蓮華の人生らくらくラジオ』の内容を継承したコーナー。葬儀や相続などの「終活」に関するさまざまなテーマを取り上げ、スポンサーの担当者が解説する。
- 19:48 - 教えて！和尚～エンディング

『ラジ和尚・長谷雄蓮華のちょっと、かけこみませんか』の内容を継承したコーナー。リスナーから寄せられた悩みに長谷雄が回答する。

## エピソード
- 2021年12月1日にはつボイノリオと伊藤秀志をゲストに迎え、「墓場まで持ってけないハナシ」をテーマとしたスペシャル番組を放送した[2]。
- 大法寺は2021年10月5日 - 2022年3月29日まで、同局で火曜日に放送されている『＃むかいの喋り方』の番組スポンサーを務めていた[注 2]。